# Pastor Maldonado
Pastor Rafael Maldonado Motta (født 9. marts 1985 i Maracay) er en venezuelansk racerkører, der kørte Formel 1 fra 2011 til 2015 for Williams og Lotus. 
Før han kom i Formel 1, vandt han GP2 Series-mesterskabet i 2010 foran Sergio Pérez. Han blev den første venezuelaner til at vinde et Formel 1-løb, da han i 2012 vandt det spanske grand prix. Ved løbet havde han også karrierens eneste pole position.
Maldonado skulle i 2016-sæsonen have kørt for Renault F1, men problemer med betalingen fra hans personlige sponsor, olieselskabet PDVSA, gjorde at aftalen faldt til jorden, og hans sæde blev overtaget af Kevin Magnussen.